# 紀元前142年
紀元前142年（きげんぜん142ねん）は、ローマ暦の年である。

## 他の紀年法
- 干支 : 己亥
- 日本
  - 開化天皇16年
  - 皇紀519年
- 中国
  - 前漢 : 景帝後元2年
- 朝鮮
  - 檀紀2192年
- 仏滅紀元 : 403年
- ユダヤ暦 : 3619年 - 3620年

## できごと

### シリア
- ディオドトス・トリュフォンがセレウコス朝の君主を継いだ。

### ローマ
- テヴェレ川にかかる最初の石橋が完成した。

### ユダヤ
- シモンが兄ヨナタンの後を継ぎ、ハスモン朝の君主になった。

## 誕生
- プトレマイオス9世：エジプトのファラオ